# Stade de la Libération
El Stade de la Libération conocido también como Stade Municipal Léo Lagrange es un estadio de fútbol de Boulogne-sur-Mer (Francia). Con un aforo para 10 000 espectadores desde la última ampliación en 2009, es utilizado por la Union Sportive de Boulogne y el Boulogne Athlétique Club que usa la pista de atletismo.
Boulogne-sur-Mer fue duramente golpeada por los bombardeos de la Segunda Guerra Mundial y sus jugadores se vieron obligados a jugar un tiempo en una vasta extensión de hierba en empinada antes de encontrar refugio en 1947 en el estadio Henri Fonteilles. Después volvieron al estadio Moulin-Wibert utilizado antes de la guerra.
Las labores en el estadio municipal Léo Lagrange, que fue apodado el Estadio de Liberación, a partir de octubre de 1949. La inauguración del nuevo foro se celebra el 1 de junio de 1952, pero los trabajos finalizaron el 15 de agosto de 1956. Los planos del estadio fueron firmados por el arquitecto Albert Bonne.
El récord de afluencia al estadio se registró en el partido entre el Boulogne y el Lille OSC el 30 de agosto de 1959, con 10 000.
El estadio tiene una tribuna principal cubierta con asientos numerados y graderías (cubiertas desde 2006).
Las instalaciones obsoletas y un coeficiente de afluencia cercano al 100% durante la temporada 2006/2007 en el Championnat National, obligando a muchos espectadores a asistir a los partidos de pie, dio lugar a la idea de un nuevo estadio o de una gran reforma.

## Renovación y expansión
Tras el ascenso de la U.S. Boulogne Côte d'Opale en Ligue 2 se realizaron una serie de obras que incluyen:
- El establecimiento de un grupo de seguridad
- Renovación de la enfermería
- Instalación de una estación de radio televisión
- La construcción de una tribuna cubierta para 200 espectadores
- La construcción de una tribuna visitante para 900 espectadores
- Mejora de la iluminación
- Renovación de los vestuarios

El ascenso a la Ligue 1 en mayo de 2009, requiere más trabajo y la construcción de una nueva grada para aumentar aún más la capacidad de 8.700 a 15.000 plazas.

## Eventos
El Stade de la Libération organizó partidos de Calais Racing Union Football Club (Calais), en su épica en la Copa de Francia en 2000, y algunos encuentros de la sub-21 de Francia, y otros partidos del Calais Racing Union Football Club en la temporada 2006-2007, en particular contra Lorient (L1).